# Yegoseve
Yegoseve är en ort i Mexiko.   Den ligger i kommunen Heroica Ciudad de Ejutla de Crespo och delstaten Oaxaca, i den sydöstra delen av landet, 400 km sydost om huvudstaden Mexico City. Yegoseve ligger 1 487 meter över havet och antalet invånare är 290.
Terrängen runt Yegoseve är varierad. Runt Yegoseve är det ganska tätbefolkat, med 108 invånare per kvadratkilometer. Närmaste större samhälle är Ejutla de Crespo, 1,6 km väster om Yegoseve. I omgivningarna runt Yegoseve växer huvudsakligen savannskog.